# Kenmare (Ierland)
Kenmare ((ga)  Neidín) is een plaats in het Ierse graafschap County Kerry. De plaats telt 1.844 inwoners. 

## Bekende inwoners
Kenmare was jarenlang de woonplaats van de Iers-Britse componist Ernest John Moeran (1894-1950), die hier verdronk bij een val van de pier.
De Nederlandse darter Jilles Vermaat (1945-2017) was woonachtig in Kenmare tot zijn overlijden.
De Nederlandse hockeyster Anneloes Nieuwenhuizen woont en werkt hier.

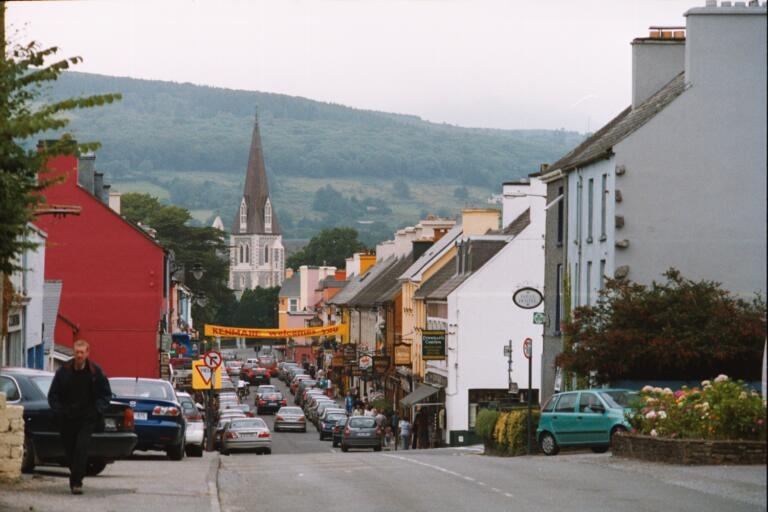
Kenmare